# Алпарслан Тюркеш
Алпарслан Тюркеш (тур. Alparslan Türkeş; 25 листопада 1917, Нікосія — 4 квітня 1997, Анкара) — турецький політичний і державний діяч, полковник турецької армії. Ультраправий націоналіст, пантюркіст, антикомуніст. Засновник Партії націоналістичного руху і її молодіжної бойової організації Сірі вовки. Заступник прем'єр-міністра Туреччини в 1975–1978 роках. Депутат парламенту Туреччини в 1965–1980 і 1991–1995.  Başbuğ  — «провідник» — турецьких націоналістів.

## Походження та навчання
Народився на Кіпрі в родині нащадків вимушеного переселенця з Анатолії. При народженні отримав ім'я Алі Арслан Хамді. Згодом прийняв ім'я на честь шанованого турецькими націоналістами Сельджукського султана Алп-Арслана і символічне прізвище Тюркеш.
Закінчив Військову академію в Стамбулі. Вирізнявся крайніми правими націоналістичними поглядами.

## Офіцер-змовник
У 1944 капітан Тюркеш був притягнутий до військово-польового суду за звинуваченням у націоналістичній пропаганді і діяльності. 7 вересня 1944 в стамбульському Суді надзвичайного стану відкрився судовий процес. Перед судом постали 23 пантюркістські активісти на чолі з Ніхалем Атсизом, Зеки Велід Тоганом, Хамзою Сади Узбеком — серед них Алпарслан Тюркеш. 10 осіб були засуджені до тюремного ув'язнення строком на 10 років. Кілька місяців провів у в'язниці і Тюркеш, звільнений з лав збройних сил.
У другій половині 1940-х політична ситуація змінилася: головною небезпекою став уже не фашизм, а комунізм. Вже в 1947 р. засуджені були виправдані Військовим касаційним судом. Антикомунізм Алпарслана Тюркеша сприяв його реабілітації.
У 1949 він повернувся на армійську службу, у 1959 отримав звання полковника. Підвищував кваліфікацію у США. Займався організацією взаємодії турецького Генерального штабу з командуванням НАТО.
Алпарслан Тюркеш був прихильником встановлення в Туреччині правої військової диктатури. 27 травня 1960 р. він взяв участь в військовому перевороті і поваленні уряду Аднана Мендереса (у 1961 Мендерес був страчений). Перебував у «Комітеті національної єдності» — військовій хунті, котра прийшла до влади, зачитував по радіо звернення нової влади.
Однак генерала Джемаля Гюрселя, який став на чолі нового режиму, не влаштовував націоналістичний радикалізм полковника Тюркеша. Разом з групою однодумців Тюркеш був відсторонений від військових і політичних посад і відправлений з місією в Індію.

Прапор Партії націоналістичного руху

## Лідер ультраправого націоналізму

### На чолі націоналістичної партії
Повернувшись до Туреччини у 1963 , Алпарслан Тюркеш очолив право-популістську Республіканську селянську національну партію. У 1969 на з'їзді в місті Адана організація була перетворена в Партію націоналістичного руху ( MHP ). Партія будувалася з незаперечним лідерством Тюркеша, який іменувався Başbuğ  (Вождь) і Albay (Полковник).

Накази повинні неухильно виконуватися.  З нешанобливими, м'якими, недисциплінованими, неорганізованими людьми наше справа не просунеться.
 

Алпарслан Тюркеш 

З MHP тісно афілійована молодіжна організація Сірі вовки (інші назви — «Корпус ідеалістів», «Ідеалістичні вогнища»), яка перетворилася на штурмові загони турецького націоналізму. Молодшими соратниками Алпарслана Тюркеша були такі відомі бойовики і терористи, як Абдула Чатли, Мехмет Алі Агджа, Халук Кирджі, Орал Челік.

### Партійна ідеологія
Ідеологія і програма MHP повною мірою відображали вкрай націоналістичні погляди Алпарслана Тюркеша. Відстоювалися ідеї пантюркізму і переваги турецької нації. У соціальному плані Тюркеш займав популістські позиції, орієнтувався на інтереси середніх шарів і люмпенських соціальних низів.

Наша мета - зробити власником кожного, хто належить до турецької нації .

Ще у 1965, очолюючи Республіканську селянську національну партію, Алпарслан Тюркеш випустив політичний памфлет під назвою «Дев'ять основ доктрини». Цей текст містив дев'ять основних принципів, які лягли в основу турецької націоналістичної ідеології: націоналізм, ідеалізм, колективізм, аграризм, сцієнтизм, народність, індустріалізм, свобода і прогрес.
Він також був духовним лідером ідеалістичної школи фонду культури і мистецтва (тур. Ülkü Ocakları Еğitim ve Kültür Vakfı).
Алпарслан Тюркеш виявляв інтерес до ідей корпоративізму. Його соціальні погляди в цілому представляли собою один з різновидів «третього шляху», відмінного і від капіталізму, і від комунізму. У галузі політичного устрою Тюркеш, незважаючи на участь у парламентській системі, залишався прихильником встановлення націоналістичної диктатури.

### Противник СРСР
Антикомунізм Тюркеша зумовлював його антисовєтизм. СРСР розглядався MHP як головний ворог Туреччини, турецька компартія і ліві організації — як радянська агентура. При цьому антисовєтизм Тюркеша носив не тільки соціально-політичний, а й геополітичний характер. У своїй книзі «Основні погляди», яка вийшла в березні 1975, Тюркеш наводить великі витяги з протоколу судового процесу 1944:

Оскільки найбільша маса тюркського населення проживає в Росії, то найбільший наш ворог — Росія. Росія нас привела до нинішнього стану, Росія точила на нас зуби, Росія зруйнувала нашу імперію. І знову ж таки Росія приречена гризтися і возитися з нами через наше географічне положення.

Своєю чергою, пропагандистський апарат СРСР різко розкритикував Тюркеша. У радянських матеріалах про турецьку політику Тюркеш характеризувався як «вірний послідовник Гітлера», електоральні успіхи його партії у 1977 р. оцінювалися як такі, що «викликають занепокоєння». Між MHP як парламентською партією і «Сірими вовками» як націоналістичною організацією не робилось жодної різниці.
У той же час Тюркеш як націоналіст насторожено ставився до Заходу. Прозахідну орієнтацію турецької інтелігенції, притаманну кемалістам він називав «страшним лихом нашої країни», вимагав відстоювати самобутність турецької культури і незалежність турецької політики.

## Командир турецького «Гладіо»
Друга половина 1970-х років пройшла в Туреччині під знаком політичної напруженості, яка нагадувала громадянську війну малої інтенсивності. З 1976 по 1980 в терактах і вуличних зіткненнях між правими і лівими радикалами загинули понад 5 тисяч осіб. «Сірі вовки» полковника Тюркеша брали в цих подіях найактивнішу участь.
Вважається, що Алпарслан Тюркеш стояв на чолі оперативної системи «Контргерилья» — турецького підрозділу міжнародної антикомуністичної системи Гладіо. Згодом Халук Кирджі оцінював дії турецьких ультраправих як протистояння комуністичній загрозі в контексті Холодної війни.
Очолюючи загони вуличних бойовиків, Тюркеш при цьому прагматично брав участь у парламентських коаліційних домовленостях. Протягом п'ятнадцяти років він був депутатом турецького парламенту. MHP вступала в коаліції з менш радикальними правими силами — консервативною Партією справедливості, ісламістською Партією національного порятунку. З березня 1975 по січень 1978 Тюркеш займав урядовий пост — був віце-прем'єром в урядах лідера Партії справедливості Сулеймана Деміреля.

## Переворот 1980. Арешт і ув'язнення
12 вересня 1980 в Туреччині стався державний переворот. Було встановлено військовий режим на чолі з Кенаном Евреном. Генерал Еврен і його сподвижники стояли на позиціях націоналізму і антикомунізму, що відповідало уявленням Алпарслана Тюркеша про оптимальну державну владу. Однак військовий режим жорстко придушував всі прояви політичного екстремізму, як зліва, так і справа.
Діяльність MHP і її бойових організацій було заборонено, активісти зазнали жорстких переслідувань. Тюркеш був заарештований і провів в ув'язненні чотири з половиною роки (більшу частину цього часу перебував у тюремному госпіталі). Звільнений у квітні 1985 року.

## Новий курс
У другій половині 1980-х і в 1990-х Алпарслан Тюркеш проводив дещо більш помірковану політику. Це було зумовлено загальною стабілізацією положення в країні, дезактуалізацією комуністичної загрози, ефективними реформами Тургута Озала і в значній мірі руйнуванням підпільних інфраструктур МНР при військовому режимі. У нових умовах Тюркеш наголошував на боротьбі за цілісність Туреччини, проти курдського сепаратистського руху.
Після повернення Туреччини до парламентської демократії партія Тюркеша (під назвою «Національна партія праці») брала участь у виборах 1991 в блоці з ісламістською Партією благоденства Неджметтіна Ербакана (у 1983 і 1987 її кандидати не були допущені до голосувань). Депутатом парламенту в 1991 став і сам Алпарслан Тюркеш. На виборах 1995 MHP (назва була відновлена в 1993) отримала понад 8 %, але в парламент не пройшла.
Успішними для партії стали вибори 1999 — друге місце з майже 18 % — які проходили вже після смерті Тюркеша.

## Підтримка пантюркізму
Після розпаду СРСР Алпарслан Тюркеш активно підключився до пантюркістської орієнтації у пострадянських країнах, у першу чергу в Азербайджані та старався підтримати на президентських виборах Абульфаза Ельчибея.
Однак пантюркістський курс не отримав розвитку в Азербайджані після повалення Ельчибея у 1993 р. супротивники Народного фронту і Націонал-демократичної партії вважали таку політику небезпечною і безперспективною,. Неоднозначно сприймалися в Азербайджані і тісні зв'язки Алпарслана Тюркеша з лідером Партії національної незалежності Етібаром Мамедовим.
За участю Тюркеша турецькі організації Європи створили фінансовий фонд для підтримки пантюркістів у Азербайджані і Чечні.

## Сім'я
Алпарслан Тюркеш був двічі одружений. Його перша дружина Музаффар Ханим померла в 1974. У 1976 р. він одружився з Севаль Ханим. У першому шлюбі мав п'ятьох дітей, у другому — двох.
Після смерті Алпарслана Тюркеша між його дочками Айзіт і Умай виник конфлікт через права розпорядження фондом, створеним для підтримки пантюркістів на Кавказі. В ході судових розглядів було встановлено, що обидві знімали помітні суми з рахунку фонду. Це викликало сильне невдоволення і обурення в партійних колах.
Двоє синів Алпарслана Тюркеша — Йілдирим Тугрул та Ахмет Куталміш — політики і депутати парламенту. Перший з них після смерті батька претендував на лідерство в MHP, проте не був обраний головою. Йилдирим Тугрул Тюркеш створив свою політичну організацію, але згодом повернувся в MHP. Ахмет Куталміш Тюркеш примикає до ісламістської Партії справедливості і розвитку Реджепа Ердогана.

## Смерть. Політичний авторитет
Алпарслан Тюркеш помер у квітні 1997 р. Похований в Анкарі.
Три місяці по тому з'їзд MHP обрав головою партії економіста Девлета Бахчелі, який в цілому продовжив курс засновника партії з поправкою на мінливі умови. Під керівництвом Бахчелі партія помітно зміцнила свої позиції, розширила парламентське представництво.
«Башбуг Алпарслан Тюркеш» шанується турецькими націоналістами як ідеологічний основоположник і політичний засновник руху. Дати його біографії урочисто відзначаються партійними активістами. Точка зору Алпарслана Тюркеша на різні політичні питання враховується в сучасній Туреччині. Висловлювання Тюркеша на користь посилення влади глави держави наводилися як обґрунтування прямих виборів президента Туреччини в 2014 р. і конституційної реформи.